# Wonoayu (Ranuyoso)
Wonoayu is een bestuurslaag in het regentschap Lumajang van de provincie Oost-Java, Indonesië. Wonoayu telt 3522 inwoners (volkstelling 2010).